# Чаща (деревня, Ленинградская область)
Ча́ща — деревня в Гатчинском муниципальном округе Ленинградской области.

## История
Впервые упоминается в Писцовой книге Водской пятины 1500 года как деревня Часща в Климентовском Тёсовском погосте Новгородского уезда.
На карте Санкт-Петербургской губернии 1792 года А. М. Вильбрехта обозначена как деревня Чащи.

ЧАЩА — деревня принадлежит Ораниенбаумскому дворцовому правлению, число жителей по ревизии: 127 м. п., 143 ж. п. (1838 год)

Согласно карте Ф. Ф. Шуберта в 1844 году деревня Чаща насчитывала 40 крестьянских дворов.
На этнографической карте Санкт-Петербургской губернии П. И. Кёппена 1849 года она обозначена как деревня «Tschaschtscha», расположенная в ареале расселения ижоры. В пояснительном тексте к этнографической карте она записана как деревня Tschaschtscha (Чаща) и указано количество её жителей на 1848 год: ижоры — 105 м. п., 129 ж. п., всего 234 человека.

ЧАЩА — деревня Ораниенбаумского дворцового правления, по просёлочной дороге, число дворов — 34, число душ — 103 м. п. (1856 год)

ЧАЩА — деревня, число жителей по X-ой ревизии 1857 года: 118 м. п., 140 ж. п.

ЧАЩА — деревня Дворцового ведомства при реке Чаще, число дворов — 40, число жителей: 117 м. п., 131 ж. п.; Часовня православная. (1862 год)

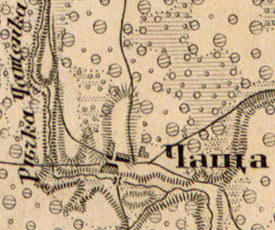
План деревни Чаща. 1863 год

ЧАЩА — деревня Чащинского общества Глебовской волости, согласно подворной описи 1882 года:
  
домов — 112, душевых наделов — 117,  семей — 52, число жителей — 154 м. п., 171 ж. п.; разряд крестьян — собственники

Согласно материалам по статистике народного хозяйства Лужского уезда 1891 года имение при селении Чаща площадью 270 десятин принадлежало наследникам местного крестьянина П. Никитина, имение было приобретено до 1868 года.
В 1900 году, согласно «Памятной книжке Санкт-Петербургской губернии», имение Чаща площадью 270 десятин принадлежало крестьянину Павлу Никитину.
В конце XIX — начале XX века деревня административно относилась к Глебовской волости 1-го стана Лужского уезда Санкт-Петербургской губернии.
В 1912 году в деревне по проекту архитектора П. П. Трифанова была сооружена деревянная церковь во имя святого великомученика Димитрия Солунского. Храм был закрыт в 1932 году.
Согласно данным переписи населения СССР 1926 года в деревне Чаща Новинского сельсовета Глебовской волости Троцкого уезда проживали 262 человек, русские и ижоры.
В 1928 году население деревни составляло 294 человека.
По данным 1933 года деревня Чаща входила в состав Новинского сельсовета Оредежского района.

Деревня Чаща на карте 1940 года

Согласно топографической карте РККА 1940 года деревня насчитывала 75 дворов.
C 1 августа 1941 года по 31 января 1944 года находилась в оккупации.
В 1965 году население деревни составляло 13 человек.
По данным 1966, 1973 и 1990 годов деревня Чаща входила в состав Новинского сельсовета Гатчинского района.
По данным 1997 и 2007 годов в деревне не было постоянного населения, в 2002 году проживали 5 человек (русские — 80%).

## География
Деревня расположена в юго-восточной части района к западу от станции Новинка.
Расстояние до административного центра поселения, посёлка городского типа Вырица — 66 км.
Близ деревни находится исток реки Кременка (местное название — Кремянка).
Расстояние до ближайшей железнодорожной станции Новинка — 7 км.

## Демография
| 1862 | 2007 | 2010 | 2017 |
| ---- | ---- | ---- | ---- |
| 248  | ↘0   | ↗2   | ↗5   |

Согласно данным Всероссийской переписи населения 2021 года в деревне постоянного населения не было.